# Хазенауэр, Карл фон
Карл фон Хазенауэр, барон (также Газенауэр, нем. Carl von Hasenauer; 20 июля 1833, Вена — 4 января 1894, Вена) — австрийский архитектор периода историзма. Работал в стиле необарокко. Градостроитель центра Вены в районе Хофбурга и Рингштрассе.

## Биография
Карл Хазенауэр учился в Венской академии художеств под руководством Эдуарда ван дер Нюлля и Августа Зикарда фон Зикардсбурга. В 1873 году он был назначен главным архитектором Всемирной выставки, проходившей в Вене.
В столице Австрии ещё в 1833 году возникли планы строительства зданий Императорских театров и музеев. В 1857 году император Франц Иосиф I издал декрет «Это моя воля» (нем. Es ist Mein Wille), приказав разобрать средневековые городские стены и засыпать ров. В 1850—1860-х годах Рингштрассе («Кольцевая улица») была застроена громоздкими разностильными особняками, а название «Стиль Рингштрассе» (нем. Ringstraßenstil) стало синонимом «претенциозной безвкусицы».
Проект реконструкции центра столицы Австрийской империи в 1869 году разрабатывали совместно архитекторы Карл фон Хазенауэр и Готфрид Земпер. Вместо проектирования отдельных зданий, реконструкции старых и частичного «зонирования» архитекторы предложили императору план перестройки центра города с целью создания огромного Имперского Форума (Kaiserforum), соответствующего престижу могучей в прошлом империи Габсбургов. Грандиозный проект был реализован лишь частично, но перед Императорским дворцом возникла большая площадь, а по другую сторону Ринга с выходящими на эту улицу зданиями Парламента, Ратуши и Бургтеатра, была создана Площадь Марии Терезии (нем. Maria-Theresien-Platz) с двумя симметрично выстроенными зданиями Музея истории искусств (нем. Kunsthistorisches Museum) и Музея естественной истории (нем. Naturhistorisches Museum).
Вклад двух архитекторов в одни и те же проекты до настоящего времени не вполне ясен. Вскоре по причине профессиональных разногласий они разошлись, но основные идеи разрабатывались совместно. Это проект здания Венской оперы (реализован был другой проект: Августа Зикарда фон Зикардсбурга и Эдуарда ван дер Нюлля), придворного Бургтеатра (Hofburgtheater; 1874—1888, план Земпера, фасад Хазенауэра) и Новый Бург (Neue Burg; 1881—1894, завершён в 1913 году). Земпер участвовал в строительстве зданий до 1876 года. Затем, после ссоры со своим деловым партнером, уехал в Италию. Хазенауэр завершал строительство двух симметрично расположенных зданий на Площади Марии-Терезии по проекту Земпера в стиле неоренессанса: Музея естественной истории и Музея истории искусств (1872—1881).
Хазенауэр скончался в 1894 году в своём родном городе, покоится в почётной могиле на центральном кладбище Вены (группа 32 A, номер 33). В 1894 году в Вене в его честь была названа улица Хазенауэрштрассе.

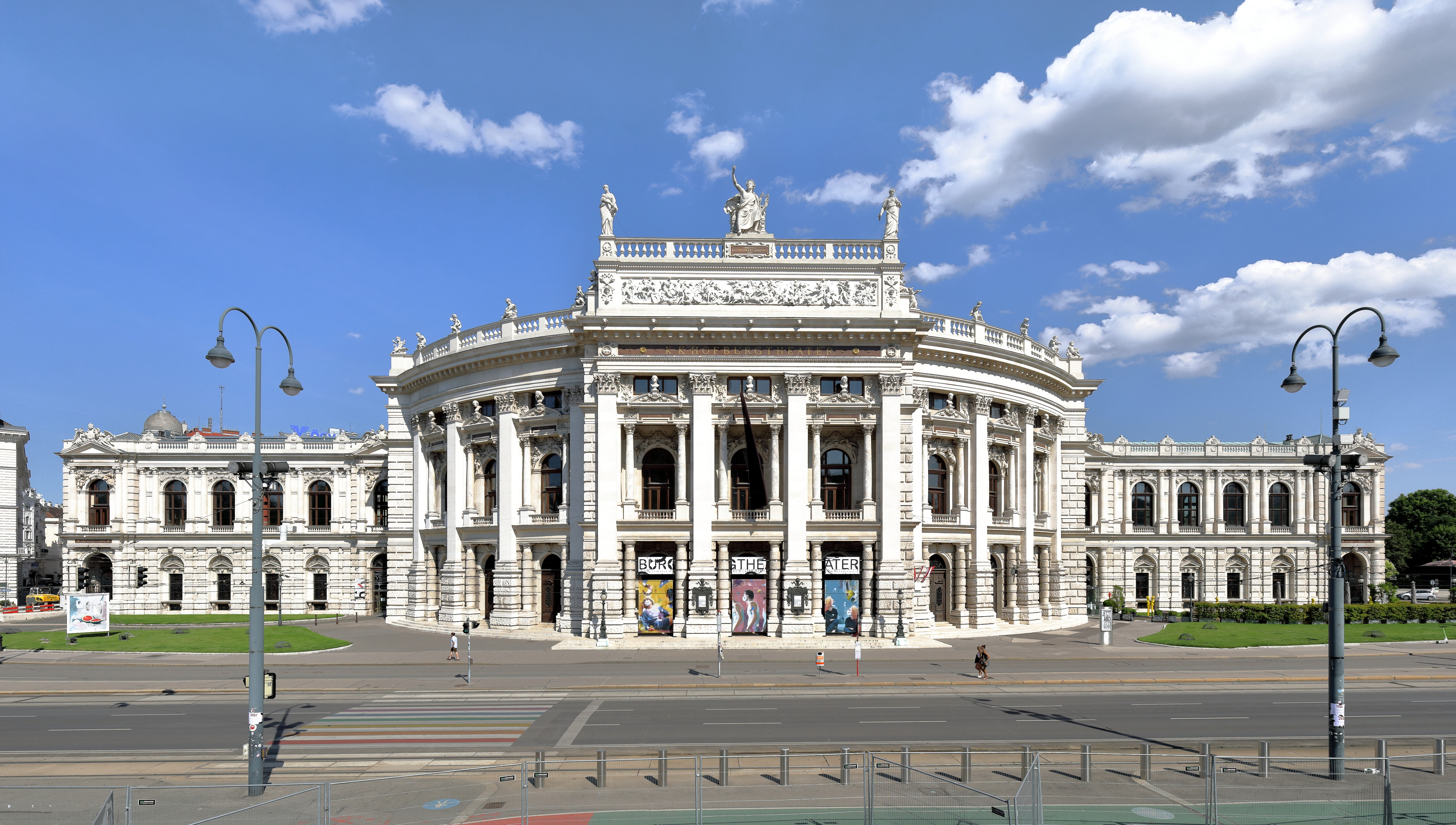
Бургтеатр. 1873—1888. Архитекторы Г. Земпер и К. фон Хазенауэр
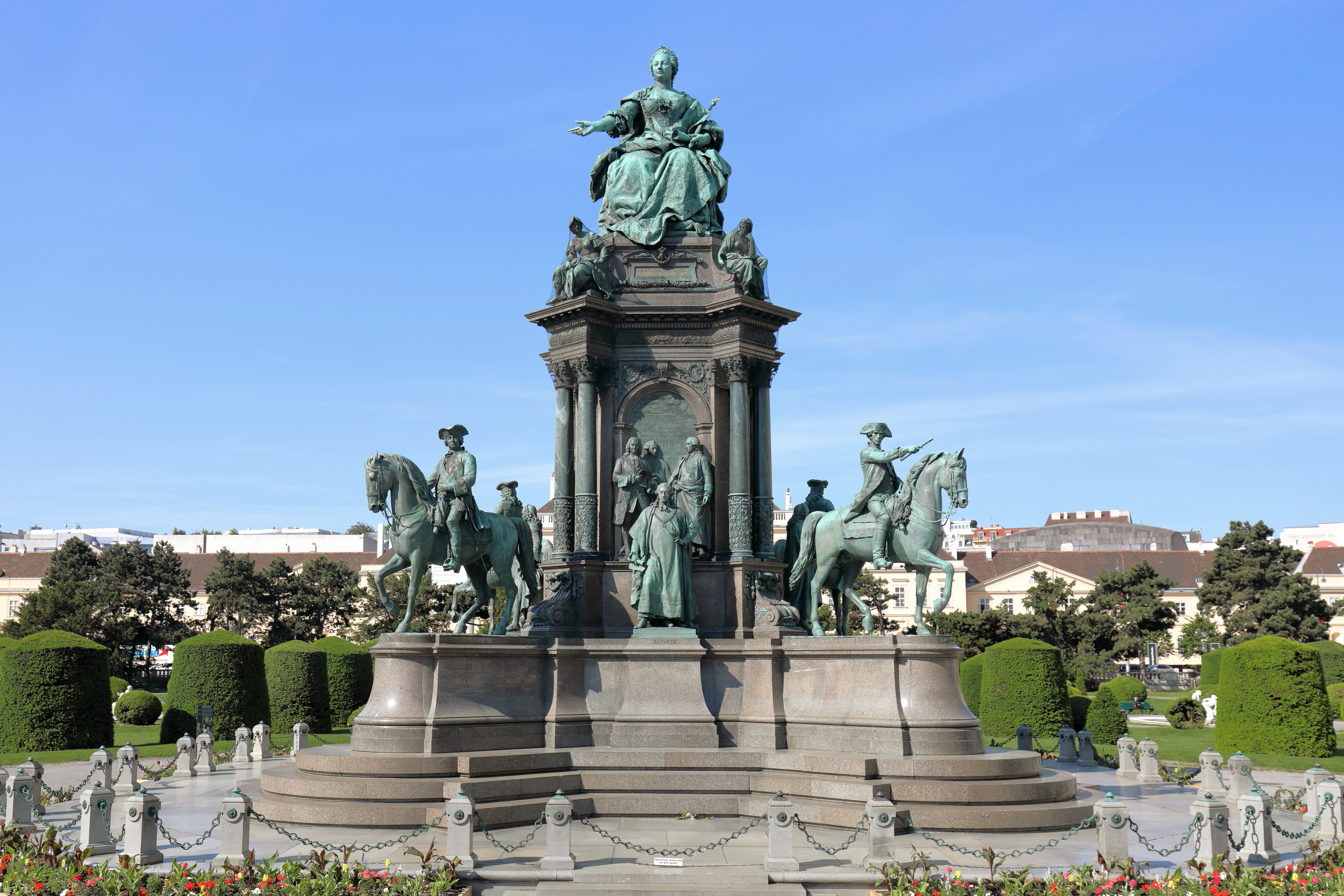
Монумент австрийской императрице Марии Терезии. 1888. Вена. Мария-Терезиен-плац. Проект К. фон Хазенауэра
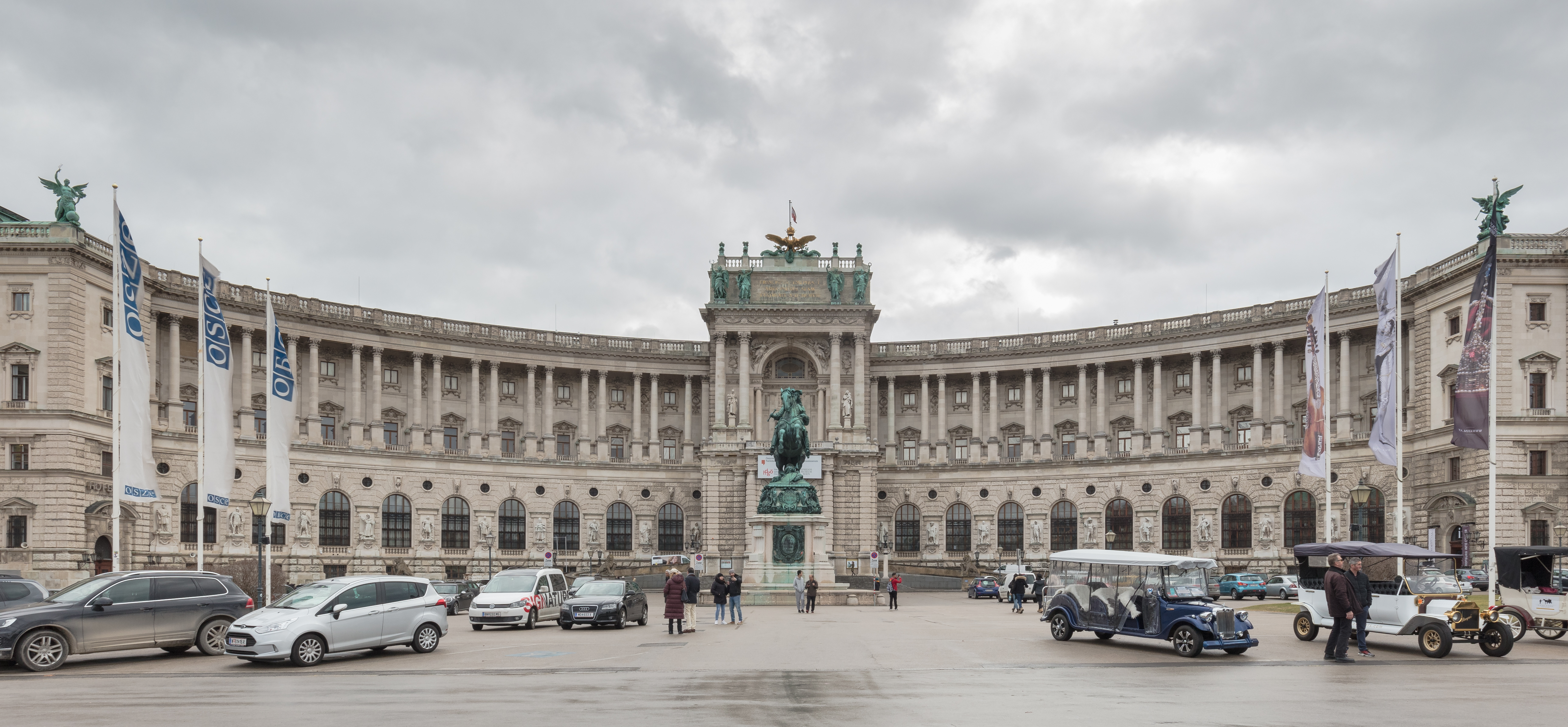
Новый Бург. 1881–1894. Хофбург, Вена (завершён в 1913 году)
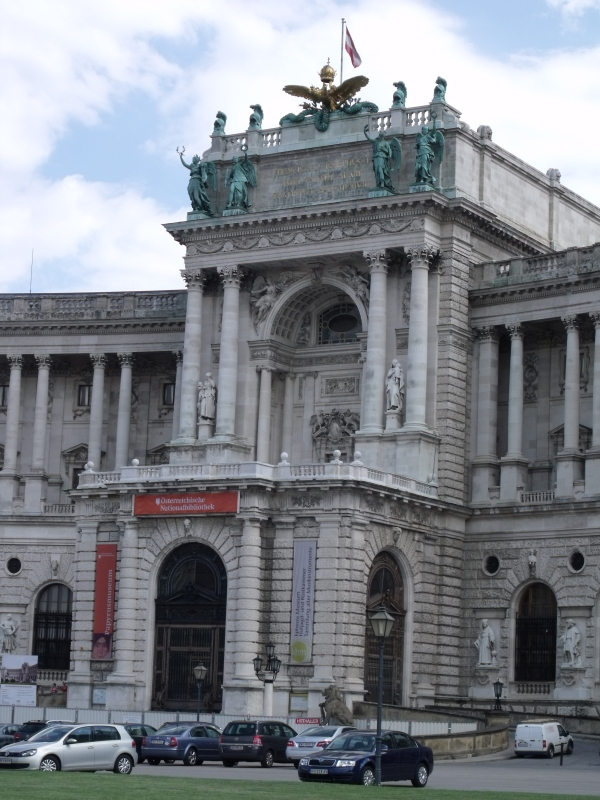
Новый Бург. Центральная часть
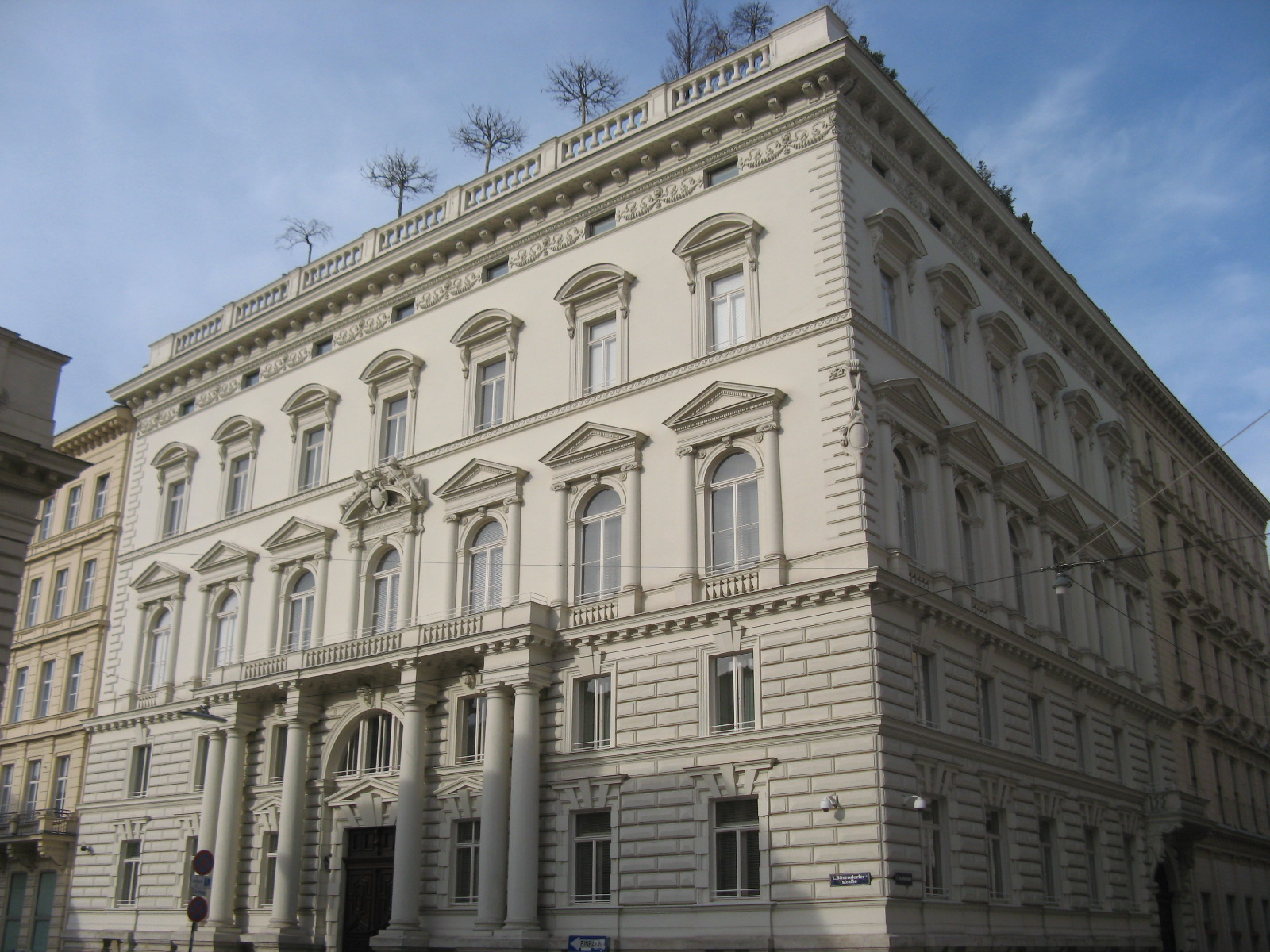
Дворец Лютцов. 1870—1872. Вена